# Gornja Slabinja
Gornja Slabinja är ett samhälle i Bosnien och Hercegovina.   Det ligger i entiteten Republika Srpska, i den nordvästra delen av landet, 200 km nordväst om huvudstaden Sarajevo. Gornja Slabinja ligger 330 meter över havet och antalet invånare är 109.
Terrängen runt Gornja Slabinja är platt åt nordost, men åt sydväst är den kuperad. Gornja Slabinja ligger uppe på en höjd.Närmaste större samhälle är Bosanska Dubica, 16,5 km öster om Gornja Slabinja. 
Omgivningarna runt Gornja Slabinja är en mosaik av jordbruksmark och naturlig växtlighet. Runt Gornja Slabinja är det ganska tätbefolkat, med 67 invånare per kvadratkilometer.